# Dobus
Dobus is een kinderserie van Studio 100. De serie werd uitgezonden op Ketnet en gaat over drie onhandige clowns in een circus. Het is een plezierend en educatief programma voor kinderen (3-5 jaar).

## Verhaal
Dobus is een clown die samen met zijn twee vrienden Sollie en Mina streken uithaalt. Wanneer de circusdirecteur echter iets vraagt, proberen ze er steeds het beste van te maken. De directeur wil immers graag indruk maken op juffrouw Petunia. Dit lukt vaak niet door hemzelf, wel door de dingen die Dobus en zijn vrienden doen.

## Cast
- Dobus - Patrick Onzia
- Mina - Nele Goossens
- Sollie - Peter Bulckaen
- Circusdirecteur - Ludo Hellinx
- Juffrouw Petunia - Britt Van Der Borght

## Afleveringen
Er zijn in totaal 60 afleveringen van elk 8 minuten opgenomen:
- 1. De vlinder
- 2. De foto
- 3. Pannenkoeken
- 4. De kokosnoot
- 5. De goocheltruc
- 6. De pijnlijke vinger
- 7. De vaas van Petunia
- 8. Het vogelhuis
- 9. De kip en het ei
- 10. De hik
- 11. Verstoppertje
- 12. De papegaai
- 13. Lange Jan
- 14. De baby
- 15. Breien
- 16. De instrumenten
- 17. Suikerspinnen
- 18. De directeur kan niet slapen
- 19. De poes, de muis en de kaas
- 20. Het tuintje van Petunia
- 21. De luchtmatras
- 22. Boksen
- 23. Limonade
- 24. Snoep
- 25. Zonnebrand
- 26. Stilte
- 27. Ballenbad
- 28. In bad
- 29. De taart
- 30. De vogelverschrikker
- 31. Het spook
- 32. De vaat
- 33. De uitnodiging
- 34. De mandarijntjesdief
- 35. Het zakhorloge
- 36. De directeur wil zingen
- 37. Superdirecteur
- 38. Het picknicklaken
- 39. Jarig
- 40. De verdwenen taart
- 41. Het hondje
- 42. Mina is ziek
- 43. Petunia moet lachen
- 44. De toespraak
- 45. Grapjesdag
- 46. Het schilderij
- 47. Opruimen
- 48. Het kaartenhuis
- 49. Naar het pretpark
- 50. Wekken
- 51. De directeur hikt
- 52. De nieuwe directeur
- 53. Een kus van Petunia
- 54. Jeuk
- 55. Schrikken
- 56. De kist van Dobus
- 57. Een slaapplaats voor de directeur
- 58. Dierenact
- 59. De brandkast
- 60. Gewichtheffen

## Muziek

### Album
- Dobus (2010)

### Singles
- Dobus (2009), digitaal
- Dubbele dikke duim (2010), digitaal
- Ik blijf in bed vandaag (2012), digitaal
- Ik ben verliefd (2012), digitaal
- Zwaailied (2012), digitaal